# Trebostovo
Trebostovo (Hongaars: Kistorboszló) is een Slowaakse gemeente in de regio Žilina, en maakt deel uit van het district Martin.
Trebostovo telt 496 inwoners.